# 安部定
安部 定（あんべ さだむ、1908年（明治41年）5月 - 1994年（平成6年）6月12日）は、日本の教育者、労働運動家、政治家。参議院議員。

## 経歴
大分県速見郡藤原村（現日出町）で、安部福一の長男として生まれる。1928年大分師範学校（現・大分大学教育学部）を卒業した。
同年、大分県速見郡杵築尋常高等小学校訓導に就任。その後、大阪府内の小学校訓導を務めた。
戦後、大分県教員組合長、教員組合全国連盟副委員長などを歴任。県教員組合は関連組合と合流し、大分県教職員組合となる。
1947年4月、第1回参議院議員通常選挙に全国区から無所属で立候補して当選し（補欠、任期3年）、緑風会に所属して参議院議員を一期務めた。
1950年6月、第2回参議院議員通常選挙で落選。落選後は教職に復帰し、大分市内の小学校校長を務めた。定年後は郷里の日出町に戻り、「大分の自然を守る会」の会長に就任した。
1988年11月の秋の叙勲で勲四等に叙され、旭日小綬章を受章する。
1994年6月12日、肺癌のため、死去した。86歳没。同月24日、特旨を以て位記を追賜され、死没日付をもって従五位に叙された。